# 브라더스 & 시스터스
브라더스 & 시스터스(Brothers & Sisters)는 2006년 9월 24일부터 2011년 5월 8일까지 ABC에서 방영된 텔레비전 드라마이다.